# Cessna NGP
Il Cessna Next Generation Propeller (NGP) è stato un Proof of concept (PoC) per una futura famiglia di velivoli monomotore, destinati all'addestramento al volo e ad uso commerciale, sviluppata dall'azienda aeronautica statunitense Cessna Aircraft nei primi anni duemila e mai avviata alla produzione in serie.
L'unico esemplare, immatricolato N99110, fu mostrato in volo il 24 luglio 2006 all'Airshow Oshkosh.

## Nomenclatura
L'aereo venne originariamente introdotto come "Next Generation Piston" ([aereo a] pistoni di nuova generazione), ma a partire da aprile del 2008 Cessna iniziò a riferirsi ad esso con il nome di "Next Generation Propeller" (Elica di nuova generazione).

## Storia del progetto
Solo poche informazioni vennero rese al pubblico, a partire dallo sviluppo che iniziò nel 2005. Cessna confermò che il NGP venne progettato specificamente per competere con altri velivoli più recenti. A causa del suo ruolo competitivo la stampa aeronautica si riferì più volte al velivolo come "Cirrus Killer", riferendosi al Cirrus SR22.
Il mockup del NGP, mostrato al pubblico all'Airshow Oshkow il 24 luglio del 2006, aveva cinque posti. L'aereo era alimentato da un monomotore da 320cv, il Lycoming IO-580 FADEC. Il prototipo aveva quattro porte, un portellone cargo sul lato sinistro e un carrello triciclo fisso.
Jack Pelton, presidente e CEO di Cessna, spiegò come l'NGP era il primo di una nuova famiglia di aerei, destinata a sostituire il Cessna 172 e 182.
Il 27 novembre 2007 Cessna acquistò la Columbia Aircraft, comprese le sue linee Columbia 350 e 400, molto simili al progetto NGP. Questi modelli vennero rinominati Cessna 350 e 400. L'introduzione di questi velivoli, agli occhi dei media, sembrò segnare la fine del progetto NGP anche se il 26 settembre del 2007 il vicepresidente delle vendite, Roger Whyte, aveva confermato che lo sviluppo del progetto sarebbe continuato, indipendentemente dall'acquisto di Columbia.
Nel gennaio del 2009 Jack Pelton aggiornò il pubblico sugli allora attuali progetti Cessna e citò il Cessna 162, il Cessna Citation Columbus e il Cessna CitationJet. Il progetto NGP non venne menzionato e la pagina web del progetto fu cancellata.
Ad agosto 2011 il prototipo non era più presente nel registro della FAA.